# Western Digital Raptor

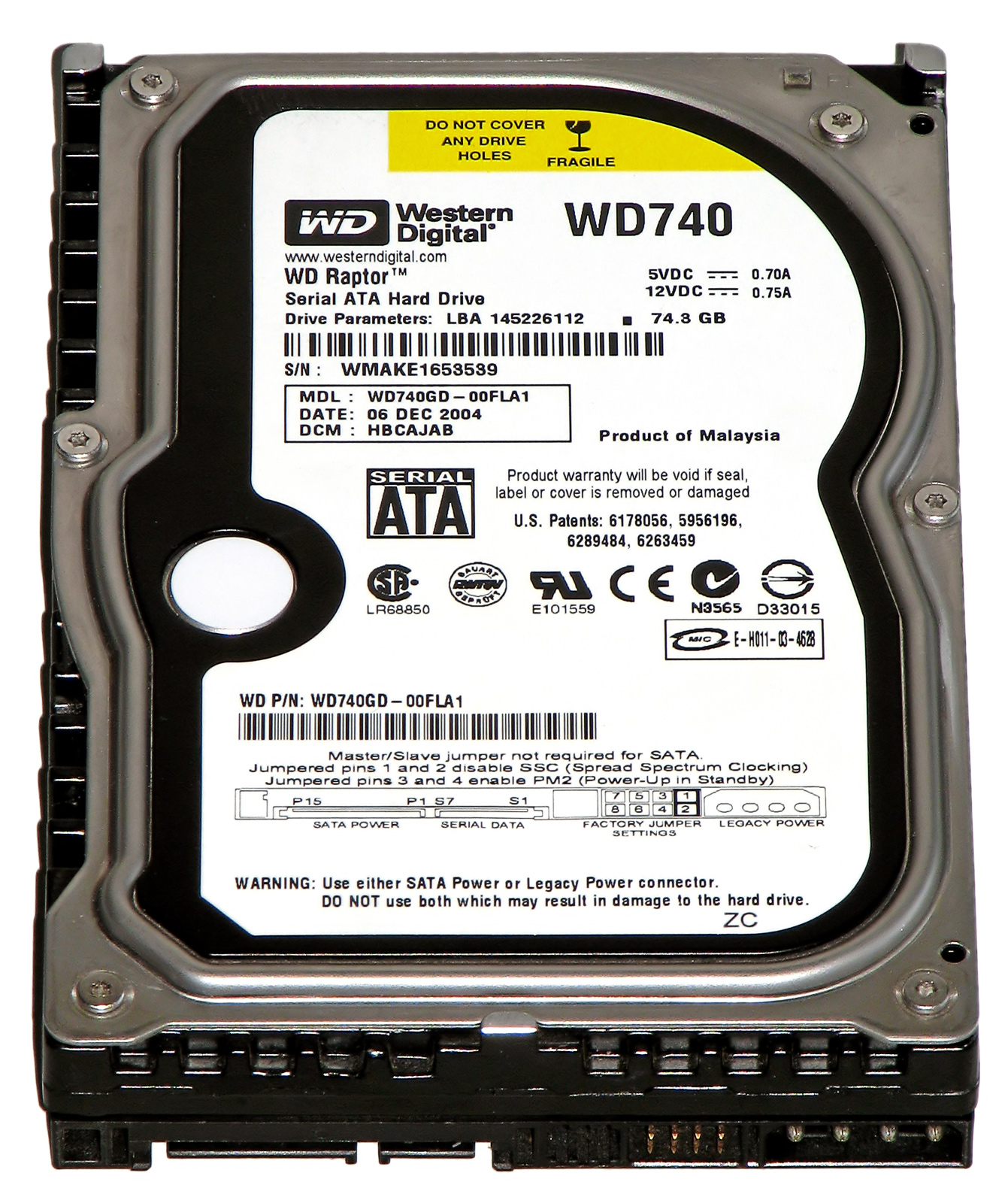
Western Digital WD740

Der Western Digital Raptor (oft auch einfach WD Raptor genannt) war eine Serie von High-Performance-Festplatten, die von der Firma Western Digital hergestellt wurden. Das Laufwerk nahm den Nischenmarkt für Enthusiasten, Workstations und kleine Server ein. Traditionell ist die Mehrheit der Server-Festplatten aufgrund ihrer Vorteile in Leistung und Zuverlässigkeit mit einer SCSI- bzw. SAS-Schnittstelle angebunden, die Raptor-Festplatten verwendeten hingegen SATA.
Obwohl als Enterprise-Class-Laufwerk erschienen, gewann er die Gunst der Enthusiasten, weil der Raptor in der Lage war, Geschwindigkeiten, die normalerweise nur teurere Server-Laufwerke schafften, zu erreichen. Die Benutzung der SATA-Schnittstelle bedeutete, dass er leicht auf allen zu dieser Zeit modernen Motherboards genutzt werden konnte, ohne separate (und oft teure) Controller-Karten kaufen zu müssen. Außerdem wurde die Integration der ersten Modelle noch einfacher durch die Verwendung eines Standard-4-Pin-Molex-Stromanschlusses zusätzlich zu dem Standard-SATA-Port.
Es wurden mehrere Serien dieser Festplatte vorgestellt, die mit 10.000 min−1 arbeiteten und dabei jeweils größere Kapazitäten boten. Trotz der von 2003 bis 2015 laufenden Produktion und Weiterentwicklung dieser Platte gab es keine vergleichbaren SATA-Laufwerke auf dem Markt. Mit dem Aufkommen von Solid-State-Drives verlor diese Festplatte zunehmend an Bedeutung.

## Modelle

### WD360 (EL36)
Im Jahr 2003 veröffentlichte Western Digital die erste Inkarnation der Raptor-Serie: Die WD360GD.
Vorgestellt mit einer Kapazität von 37 GB auf einer einzigen Platte und einer Serial ATA-Schnittstelle war er die erste ATA-Festplatte mit einer Spindeldrehzahl von 10.000 Umdrehungen pro Minute. Wie viele frühe SATA-Laufwerke, war der Raptor kein echtes SATA-Laufwerk, da er in Wirklichkeit ein PATA-Laufwerk war, das ein 88i8030C Interface Bridge-Chip von Marvell verwendete. Allerdings hat diese Tatsache die Leistung nicht verringert. WD360GD-Raptor-Festplatten nutzen die 3,3 V der Serial ATA Netzteilanschlusses. Es besteht keine Notwendigkeit, einen SATA-Stromanschluss zu verwenden, da er nicht voll ausgeschöpft wird.

### WD740 (EL74)

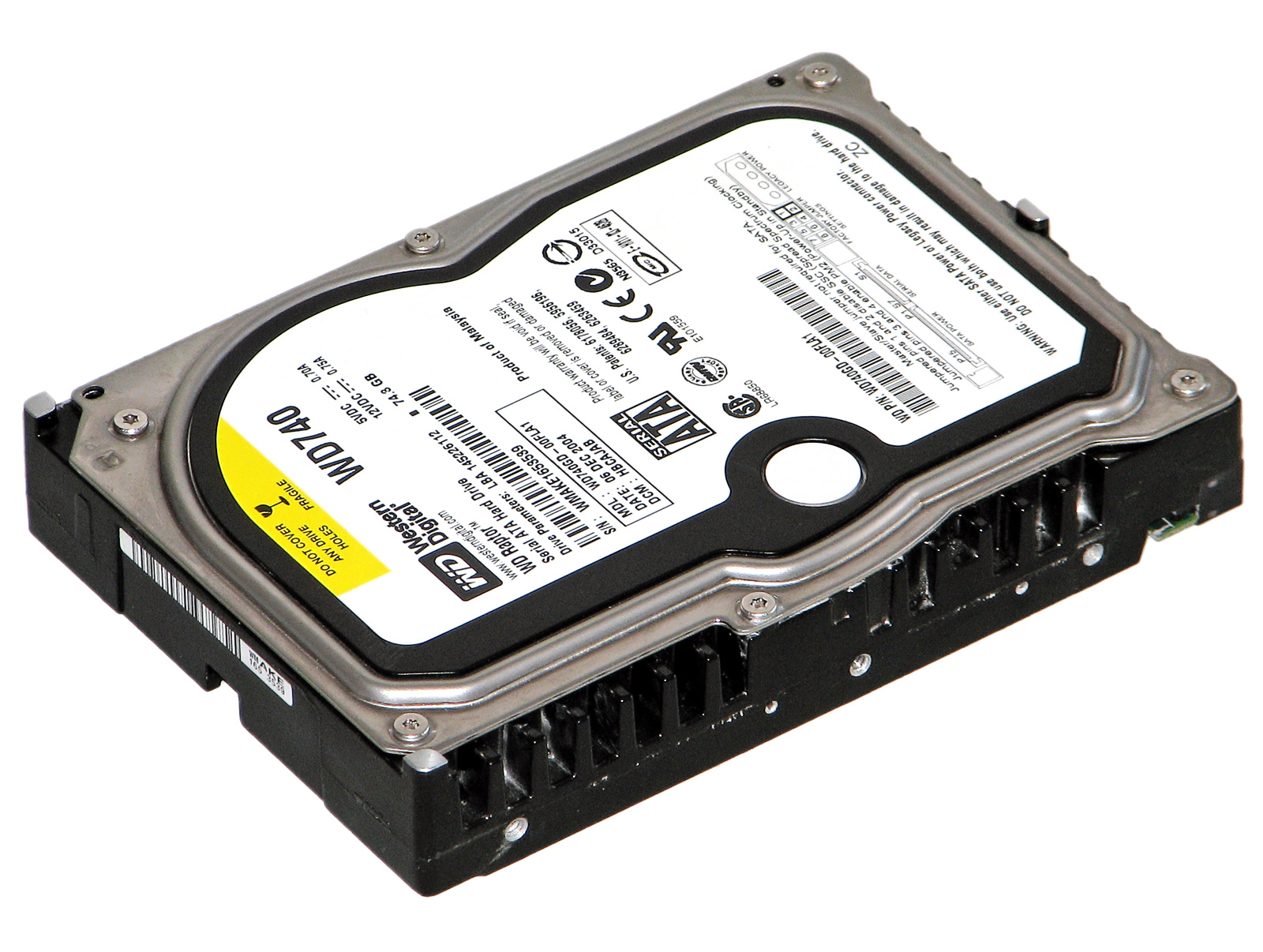
Western Digital WD740

Die zweite Generation des Raptors wurde Anfang 2004 eingeführt, mit zwei Platten für 74 GB Speicherplatz. Im Gegensatz zu seinem Vorgänger hatte die WD740GD kein Kugellager das die drehenden Platten unterstützte, sondern verwendete fluiddynamische Lager. Dieses erlaubt dem neuen Raptor, auf einen Geräuschpegel vergleichbar mit dem eines ruhigeren Laufwerks mit 7200 min−1 zu kommen.

### WD1500 (EL150)
Die dritte Generation des Raptors von Western Digital wurde im Januar 2006 veröffentlicht. Er verfügte über zwei 75-GB-Platten (für insgesamt 150 GB) und ein erweitertes System des Native Command Queuing. Zur gleichen Zeit wurde der Raptor X mit 150 GB freigegeben. Er hatte die gleiche Spezifikation zum Standard-Raptor, allerdings mit Acrylglas abgedecktem Fenster im Deckel und dem Label auf der Unterseite, wobei das Fenster den Blick auf die Schreib-/Leseköpfe und einen Ausschnitt der Datenscheiben freigibt, sodass man der Festplatte beim Arbeiten zusehen kann.

### WD3000 (VR150M)

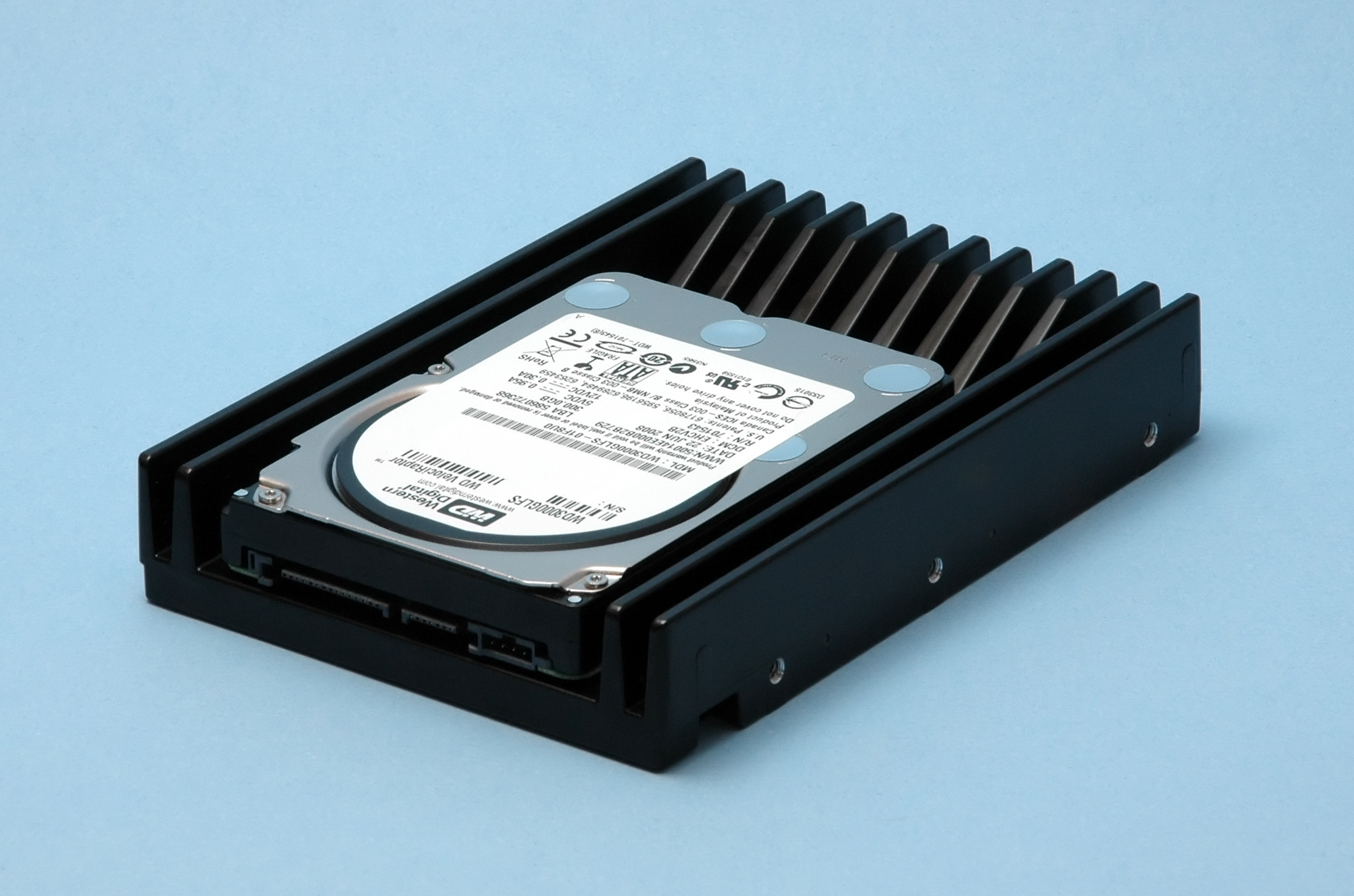
Eine frühe Ausgabe WD3000

Die vierte Generation des Raptors von Western Digital wurde im April 2008 angekündigt. Von nun an heißt das Laufwerk VelociRaptor. Der VelociRaptor war im Gegensatz zum Raptor ein 2,5"-Laufwerk und besaß in der ersten Generation bis zu 2 Platten mit jeweils 150 GB. Montiert war er auf dem IcePack-Kühlkörper, welcher aus dem eigentlichen 2,5"-Laufwerk ein 3,5"-Laufwerk machte. Zudem kamen die Lautstärke und der Stromverbrauch einer herkömmlichen Festplatte mit 7200 Umdrehungen pro Minute deutlich näher. Von nun an war kein 4-Pin-Molex-Anschluss mehr vorhanden. Anfangs wurden die Modelle mit der Endung GLFS kritisiert, da der IcePack-Rahmen (siehe Foto) das Laufwerk nicht rückwandplatinenkompatibel machte, sodass das Laufwerk nicht in Hot-Swap-Wechselrahmen eingebaut werden konnte. Deshalb wurde der IcePack-Rahmen überarbeitet und die neuen Modelle hatten die Endung HLFS. Dieser überarbeitete Rahmen blieb in den nachfolgenden Generationen unverändert. Zusätzlich kamen noch die BLFS-Modelle, welche keinen IcePack-Rahmen hatten und für Blade-Server bestimmt waren. Das Entfernen eines IcePack-Rahmens zerstörte ein Garantiesiegel. Zudem sind diese Laufwerke mit 15 mm zu dick für Notebooks und auch der Stromverbrauch ließ den Einsatz nicht zu. Hier gab es kurz nach der Einführung eine Version mit komplettem Plexiglasdeckel, in dieser Ausführung wurden aber nur sehr wenige Modelle produziert.

### WD6000 (VR200M)
Die fünfte Generation des Raptors wurde von Western Digital im April 2010 angekündigt. Die Datendichte wurde erhöht und die SATA-Schnittstelle wurde auf 6Gbps erweitert. Wie auch der Vorgänger wurde dieses Laufwerk sowohl als 3,5"-Version, als auch in der 2,5"-Version für vermarktet. Die Endungen der Namen dieser Platten waren HLHX (3,5") und BLHX (2,5"). Jeder Platter konnte bis zu 200gb fassen, das größte Modell WD6000HLHX dieser Generation besaß 3 dieser Platter. Weitere bekannte Vertreter waren die 2-Plattrige WD3000HLHX und die 1-Plattrige WD1500HLHX. Es wurden aber auch andere Größen gebaut, wie z. B. die WD1600HLHX mit gerade mal 160 GB oder die WD4500HLHX mit 450 GB.

### WD1000 (VR333M)

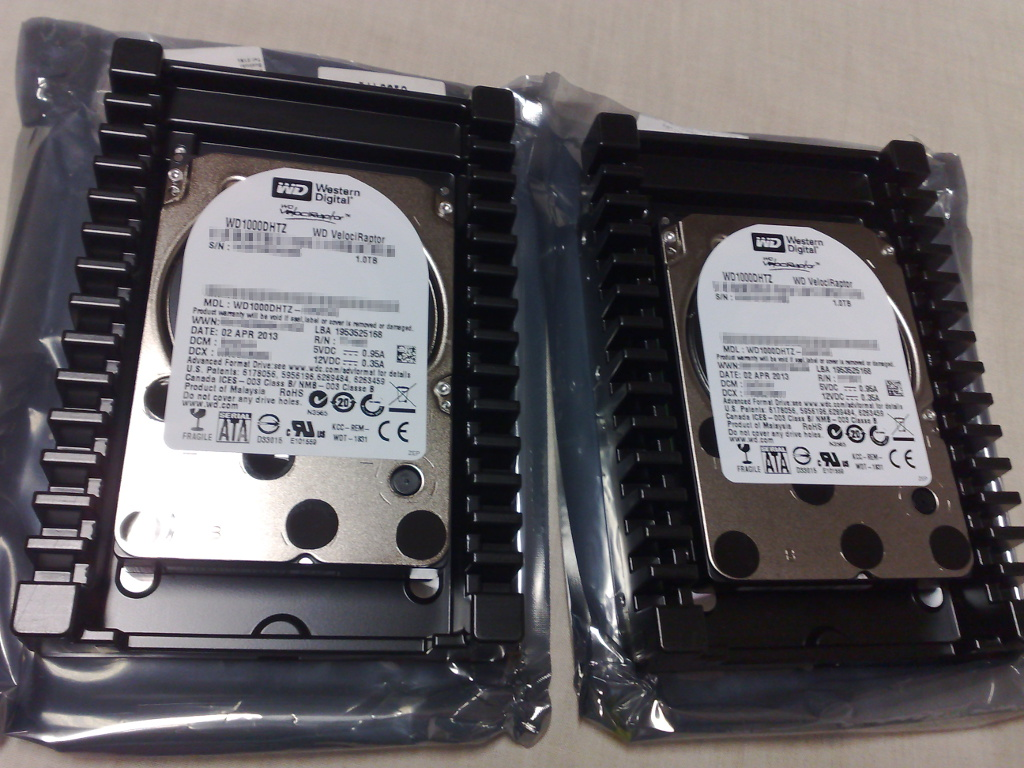
Zwei Western Digital 1 TB VelociRaptors WD1000DHTZ

Die sechste Generation WD Raptor (oder 3. Generation VelociRaptor) verfügte über eine erneut gesteigerte Datendichte und einer Kapazität von bis zu 1 TB (WD1000DHTZ). Sie wurde im April 2012 vorgestellt. Das Modell WD1000DHTZ besaß 3 Scheiben, mit jeweils 333 GB. Die anderen Modelle dieser Generation hatten Scheiben mit genau 250 GB verbaut.
Entsprechende Modelle aus dieser Generation (mit der Endung HHTZ) waren: WD5000HHTZ (500 GB) und WD2500HHTZ (250 GB)
Die 2,5" Versionen trugen die Endung BHTZ für die Modelle mit 250 GB pro Scheibe, und CHTZ für das Modell mit 333 GB pro Scheibe.
Im Gegensatz zum Vorgänger besaßen alle Modelle dieser Serie einen 64-MB-Puffer anstatt 32 MB wie bei der VR200M und eine Sektorgröße von 4096 bytes, Advanced Format. Zudem konnte die Lautstärke und der Stromverbrauch ebenfalls gesenkt werden, während die Leistung des Laufwerks gesteigert wurde. Die VR333 wurde wie auch alle Vorgänger mit IcePack angeboten, die 2,5"-Versionen wurden erst gegen Ende des Jahres 2013 freigegeben. Während die Datenübertragungsrate deutlich gesteigert wurde, verbesserte sich die Zugriffszeit nicht nennenswert.

### Liste aller Modelle
| Produkt-ID. | Generation | Einführung | Kapazität | Cache | Schnittstelle        | Schreib/Lesetechnik | Sektorgröße | Kommentar                                                                        |
| ----------- | ---------- | ---------- | --------- | ----- | -------------------- | ------------------- | ----------- | -------------------------------------------------------------------------------- |
| WD360GD     | 1          | 2003       | 36 GB     | 8 MB  | P-ATA zu SATA-Brücke | –                   | 512 bytes   | Raptor                                                                           |
| WD740GD     | 2          | 2004       | 74 GB     | 8 MB  | P-ATA zu SATA-Brücke | TCQ                 | 512 bytes   | Raptor                                                                           |
| WD800GD     | 2          | 2004       | 80 GB     | 8 MB  | P-ATA zu SATA-Brücke | TCQ                 | 512 bytes   | Raptor                                                                           |
| WD360ADFD   | 3          | 2006       | 36 GB     | 16 MB | SATA 1,5 Gbit/s      | NCQ                 | 512 bytes   | Raptor                                                                           |
| WD740ADFD   | 3          | 2006       | 74 GB     | 16 MB | SATA 1,5 Gbit/s      | NCQ                 | 512 bytes   | Raptor                                                                           |
| WD1500ADFD  | 3          | 2006       | 150 GB    | 16 MB | SATA 1,5 Gbit/s      | NCQ                 | 512 bytes   | Raptor                                                                           |
| WD1500AHFD  | 3          | 2006       | 150 GB    | 16 MB | SATA 1,5 Gbit/s      | NCQ                 | 512 bytes   | Raptor X, mit Plexiglasfenster                                                   |
| WD800ADFD   | 3          | 2006       | 80 GB     | 16 MB | SATA 1,5 Gbit/s      | NCQ                 | 512 bytes   | Raptor, wurde erst für DELL und HP hergestellt und später einzeln verkauft       |
| WD800ADFS   | 3          | 2006       | 80 GB     | 16 MB | SATA 3 Gbit/s        | NCQ                 | 512 bytes   | Raptor, wurde erst für DELL und HP hergestellt und später einzeln verkauft       |
| WD1600ADFS  | 3          | 2006       | 160 GB    | 16 MB | SATA 3 Gbit/s        | NCQ                 | 512 bytes   | Raptor, wurde erst für DELL und HP hergestellt und später einzeln verkauft       |
| WD800HLFS   | 4          | 2008       | 80 GB     | 16 MB | SATA 3 Gbit/s        | NCQ                 | 512 bytes   | VelociRaptor                                                                     |
| WD1500BLFS  | 4          | 2008       | 150 GB    | 16 MB | SATA 3 Gbit/s        | NCQ                 | 512 bytes   | VelociRaptor, ohne IcePack                                                       |
| WD1500HLFS  | 4          | 2008       | 150 GB    | 16 MB | SATA 3 Gbit/s        | NCQ                 | 512 bytes   | VelociRaptor                                                                     |
| WD3000BLFS  | 4          | 2008       | 300 GB    | 16 MB | SATA 3 Gbit/s        | NCQ                 | 512 bytes   | VelociRaptor, ohne IcePack                                                       |
| WD3000GLFS  | 4          | 2008       | 300 GB    | 16 MB | SATA 3 Gbit/s        | NCQ                 | 512 bytes   | VelociRaptor                                                                     |
| WD3000HLFS  | 4          | 2008       | 300 GB    | 16 MB | SATA 3 Gbit/s        | NCQ                 | 512 bytes   | VelociRaptor                                                                     |
| WD800HLFS   | 4          | 2008       | 80 GB     | 16 MB | SATA 3 Gbit/s        | NCQ                 | 512 bytes   | VelociRaptor, wurde erst für DELL und HP hergestellt und später einzeln verkauft |
| WD1600HLFS  | 4          | 2008       | 160 GB    | 16 MB | SATA 3 Gbit/s        | NCQ                 | 512 bytes   | VelociRaptor, wurde nur für DELL und HP hergestellt                              |
| WD3000HLHX  | 5          | 2010       | 300 GB    | 32 MB | SATA 6 Gbit/s        | NCQ                 | 512 bytes   | VelociRaptor                                                                     |
| WD4500BLHX  | 5          | 2010       | 450 GB    | 32 MB | SATA 6 Gbit/s        | NCQ                 | 512 bytes   | VelociRaptor, ohne IcePack                                                       |
| WD4500HLHX  | 5          | 2010       | 450 GB    | 32 MB | SATA 6 Gbit/s        | NCQ                 | 512 bytes   | VelociRaptor                                                                     |
| WD6000BLHX  | 5          | 2010       | 600 GB    | 32 MB | SATA 6 Gbit/s        | NCQ                 | 512 bytes   | VelociRaptor, ohne IcePack                                                       |
| WD6000HLHX  | 5          | 2010       | 600 GB    | 32 MB | SATA 6 Gbit/s        | NCQ                 | 512 bytes   | VelociRaptor                                                                     |
| WD1500HLHX  | 5          | 2011       | 150 GB    | 32 MB | SATA 6 Gbit/s        | NCQ                 | 512 bytes   | VelociRaptor                                                                     |
| WD1600HLHX  | 5          | 2011       | 160 GB    | 32 MB | SATA 6 Gbit/s        | NCQ                 | 512 bytes   | VelociRaptor                                                                     |
| WD3000HLHX  | 5          | 2011       | 300 GB    | 32 MB | SATA 6 Gbit/s        | NCQ                 | 512 bytes   | VelociRaptor                                                                     |
| WD6000HLHX  | 5          | 2011       | 600 GB    | 32 MB | SATA 6 Gbit/s        | NCQ                 | 512 bytes   | VelociRaptor                                                                     |
| WD2500HHTZ  | 6          | 2012       | 250 GB    | 64 MB | SATA 6 Gbit/s        | NCQ                 | 4096 bytes  | VelociRaptor                                                                     |
| WD5000HHTZ  | 6          | 2012       | 500 GB    | 64 MB | SATA 6 Gbit/s        | NCQ                 | 4096 bytes  | VelociRaptor                                                                     |
| WD1000DHTZ  | 6          | 2012       | 1000 GB   | 64 MB | SATA 6 Gbit/s        | NCQ                 | 4096 bytes  | VelociRaptor                                                                     |
| WD2500BHTZ  | 6          | 2013       | 250 GB    | 64 MB | SATA 6 Gbit/s        | NCQ                 | 4096 bytes  | VelociRaptor, ohne IcePack                                                       |
| WD5000BHTZ  | 6          | 2013       | 500 GB    | 64 MB | SATA 6 Gbit/s        | NCQ                 | 4096 bytes  | VelociRaptor, ohne IcePack                                                       |
| WD1000CHTZ  | 6          | 2013       | 1000 GB   | 64 MB | SATA 6 Gbit/s        | NCQ                 | 4096 bytes  | VelociRaptor, ohne IcePack                                                       |